# Драган Јаћимовић
Драган Јаћимовић је први човек из Србије који се попео на највиши врх на свету, Монт Еверест, 26. маја 2000. године. Током постмонсунске сезоне 1998. године попео се анаЧо оју (8201м), а током зимске сезоне 1999. на Ама Даблам (6854м). Током успешне водичке каријере 7 пута се попео на највиши врх Јужне Америке Аконкагва, а око 40 пута био на Хималајима. 
Оснивач је и председник планинарског клуба Екстрим самит тим. Као вођа експедиције успео је да постави нове рекорде у масовним успонима. Крајем јула 2004. године, 34 планинара под његовим вођством успешно је освојило Елбрус (највиши врх у масиву Кавказа), чиме је постављен рекорд за најмасовнији успон на Елбрус. Након тога, фебруара 2008. године свa 22 члана експедиције извео је на највиши врх обе Америке - Аконкагву. У досадашњој каријери више пута је предводио успешне експедиције на Монт Еверест (8848м), Манаслу (8163m) ,Чо оју (8201m), Ама Даблам (6854m), Лобуче (6119m), Ајлнд пик (6189m) и Аконкагва (6962m).
До сада је извео преко 250 планинара из региона на највише светске врхове. Такође, у његовим експедицијама прва жена из Србије, први планинар из БиХ и први Македонац који се вратио жив кући су се попели на Маунт Еверест.
Учествовао је у више хуманитарних акција за помоћ деци без родитељског старања, а посебно је поносан на помоћ заједници Шерпаса и опремање основне школе у селу Намче Базар, у Непалу.